# José Mariani
José Mariani (Vila da Barra, Capitania de Pernambuco, 28 de maio de 1800 — Rio de Janeiro, 2 de dezembro de 1875) foi um magistrado e político brasileiro, governador do Pará e do Rio Grande do Sul.

## Biografia
José Mariani descendia do italiano Antonio Mariani, que se estabeleceu na Vila de Barra, na então Capitania de Pernambuco (atual oeste da Bahia), se tornando grande proprietário rural.
Formou-se em Direito pela Universidade de Coimbra em 1825 e iniciou como magistrado em São Luís do Maranhão em 1828. Casou com Joana de Meireles e Sá.
Foi nomeado presidente da província do Pará em 1831, mas não tomou posse. Nas revoltas que antecederam a Cabanagem, por pressão popular não conseguiu desembarcar em Belém, tendo que regressar à Corte. Foi então em 1833 nomeado presidente da província do Rio Grande do Sul, asumindo o cargo de 24 de outubro de 1833, devido a conflitos com liberais em relação à Sociedade Militar, se demitiu em 2 de maio de 1834, com o estado já a beira do conflito que resultaria na Revolução Farroupilha.
Nomeado desembargador efetivo no Maranhão em 1833 e chefe de Polícia de 1842 a 1845. Nomeado ministro do Supremo Tribunal de Justiça em 1861, no Rio de Janeiro.
Foi membro do Instituto Histórico e Geográfico Brasileiro.